# 銀行破綻

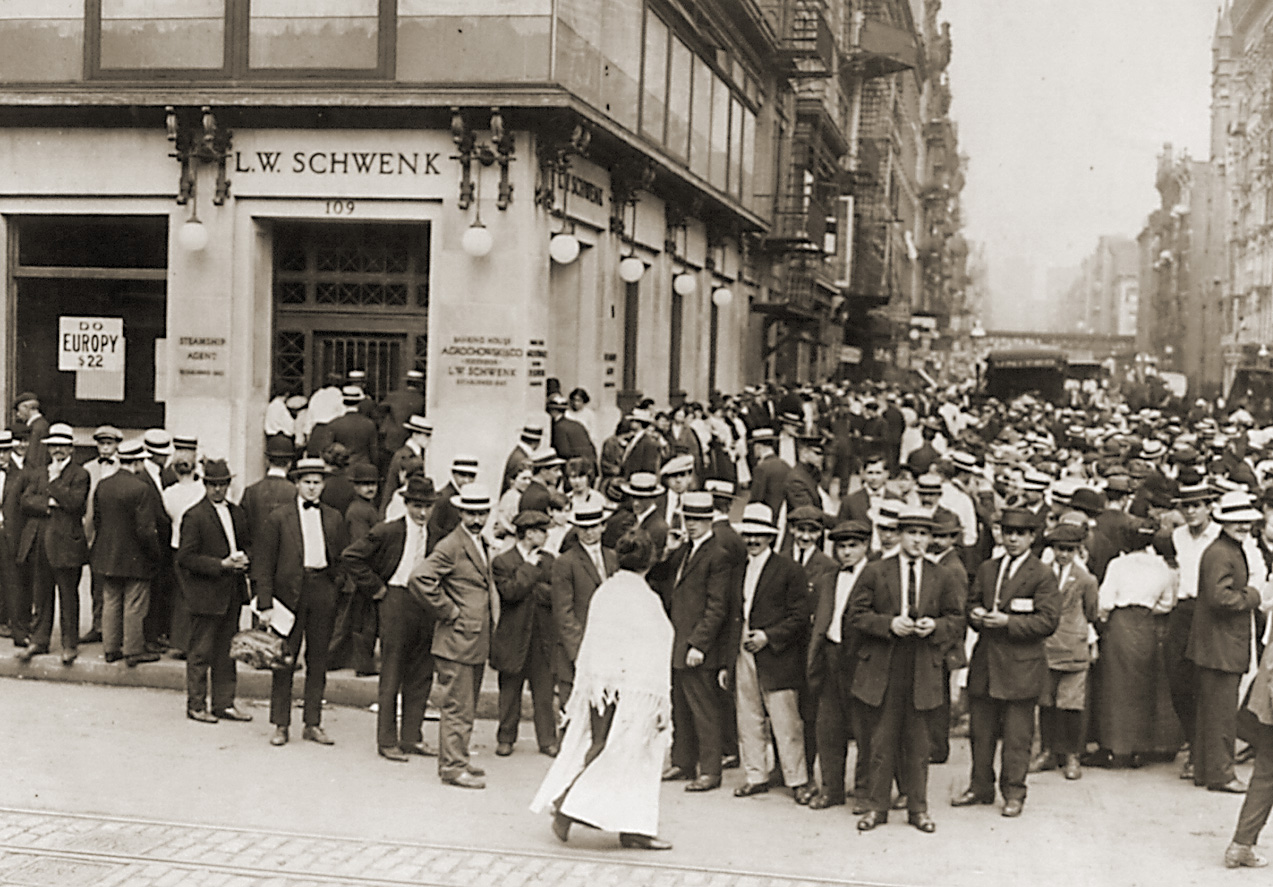
1914年7月、破綻したニューヨークの銀行に、預金者たちが預金引き出しのために「駆け込み」。

銀行破綻（ぎんこうはたん、Bank failure）は、銀行が債務超過に陥ったり、流動性が低すぎて債務を履行できなくなったりして、預金者やその他の債権者に対する債務を履行できなくなった場合に発生する。通常、銀行は、その資産の市場価値が負債の市場価値を下回るまで下落すると、経済的に破綻する。債務超過に陥った銀行は、他の支払い能力のある銀行から借り入れを行うか、資産を市場価値よりも低い価格で売却し、預金者に要求に応じて支払うための流動資金を捻出する。支払能力のある銀行が債務超過の銀行に流動性資金を貸し出すことができないため、銀行から現金預金を引き出そうとする預金者が増え、預金者の間で取り付け騒ぎが発生する。その結果、銀行はすべての預金者の要求を期限内に満たすことができなくなる。株主資本が規制の最低限度を下回ると、銀行は監督官庁に買収される可能性がある。
銀行の破綻は、銀行機関の相互関連性と脆弱性から、他の種類の事業会社の破綻よりも重要性が高いと一般に考えられている。調査によると、破綻した銀行の顧客の市場価値は、破綻発表の時点で悪影響を受けることが示されている。1つの銀行の破綻による波及効果は、経済全体に急速に広がり、限界的な預金者が損失を被るのを避けるためにこれらの銀行から現金預金を引き出そうとするため、それらの銀行がその時点で支払能力があったかどうかにかかわらず、他の銀行の破綻につながる可能性があるとしばしば懸念されている。こうして、銀行パニックやシステミック・リスクの波及効果は、すべての銀行や金融機関に乗数 (経済学)効果をもたらし、経済における銀行破綻の影響を大きくする。その結果、銀行機関は一般的に厳格な銀行規制と監督の対象となり、銀行破綻は世界各国で公共政策上の大きな関心事となっている。

## 著名な破綻銀行の買収
このリストには、サブプライム住宅ローン危機へのアメリカ政府の介入など、銀行や銀行システムの破綻を防ぐための政府による部分的な買い入れは含まれていない。
| 発表 年月日    | 買収された銀行                       | 買収した銀行                                                                 | 買収金額 (億米ドル) | タイプ                                                                                               |
| -------------- | ------------------------------------ | ---------------------------------------------------------------------------- | ------------------- | --- |
| 1999年11月29日 | ナショナル・ウエストミンスター銀行   | ロイヤルバンク・オブ・スコットランド                                         | 42.5                | |
| 203月10月27日  | FleetBoston Financial                | バンク・オブ・アメリカ                                                       | 47                  | |
| 2004年1月15日  | Bank One Corporation                 | JPモルガン・チェース                                                         | 58                  | |
| 2006年1月1日   | MBNA                                 | バンク・オブ・アメリカ                                                       | 34.2                | |
| 2007年5月20日  | Capitalia                            | ウニクレディト                                                               | 29.47               | |
| 2007年9月28日  | NetBank                              | INGグループ                                                                  | 0.014               | |
| 2007年10月9日  | ABNアムロ銀行                        | ロイヤルバンク・オブ・スコットランド フォルティスグループ サンタンデール銀行 | 77.23               | 解散、一部部門の国有化、上場企業への復帰                                                             |
| 2008年2月22日  | ノーザン・ロック                     | 英国政府                                                                     | 41.213              | |
| 2008年4月1日   | ベアー・スターンズ                   | JPモルガン                                                                   | 2.2                 | |
| 2008年7月1日   | Countrywide Financial                | バンク・オブ・アメリカ                                                       | 4                   | |
| 2008年7月14日  | Alliance & Leicester                 | サンタンデール銀行                                                           | 1.93                | |
| 2008年8月31日  | ドレスナー銀行                       | コメルツ銀行                                                                 | 10.812              | |
| 2008年9月7日   | ファニー・メイ 、フレディ・マック    | 米連邦住宅金融局                                                             | 5,000               | |
| 2008年9月14日  | メリルリンチ                         | バンク・オブ・アメリカ                                                       | 44                  | |
| 2008年9月17日  | リーマン・ブラザーズ                 | バークレイズ                                                                 | 1.3                 | |
| 2008年9月18日  | HBOS                                 | ロイズTSB                                                                    | 33.475              | |
| 2008年9月26日  | リーマン・ブラザーズ                 | 野村ホールディングス                                                         | 1.3                 | |
| 2008年9月26日  | ワシントン・ミューチュアル           | JPモルガン                                                                   | 1.9                 | |
| 2008年9月28日  | ブラッドフォード・アンド・ビングレー | 英国政府 サンタンデール銀行                                                  | 1.838               | |
| 2008年9月28日  | フォルティスグループ                 | BNPパリバ                                                                    | 12.356              | |
| 2008年9月29日  | Abbey National                       | 英国政府 サンタンデール銀行                                                  | 2.298               | |
| 2008年9月30日  | デクシア                             | ベルギー、フランス、ルクセンブルグ政府                                       | 7.06                | |
| 2008年10月3日  | ワコビア                             | ウェルズ・ファーゴ                                                           | 15                  | |
| 2008年10月7日  | ランズバンキ銀行                     | アイスランド金融監督局                                                       | 4.192               | 英国政府が英国資産を差し押さえ、アイスランドが不良資産を国有化し、リテール事業をランズバンキンに再編 |
| 2008年10月8日  | グリトニル銀行                       | アイスランド金融監督局                                                       | 3.254               | |
| 2008年10月9日  | カウプシング銀行                     | アイスランド金融監督局                                                       | 1.257               | |
| 2008年10月13日 | ロイズ・バンキング・グループ         | 英国政府                                                                     | 26.045              | |
| 2008年10月13日 | ロイヤルバンク・オブ・スコットランド | 英国政府                                                                     | 30.641              | |
| 2008年10月14日 | バンク・オブ・アメリカ               | アメリカ合衆国連邦政府                                                       | 45                  | |
| 2008年10月14日 | バンク・オブ・ニューヨーク・メロン   | アメリカ合衆国連邦政府                                                       | 3                   | |
| 2008年10月14日 | ゴールドマン・サックス               | アメリカ合衆国連邦政府                                                       | 10                  | |
| 2008年10月14日 | JPモルガン                           | アメリカ合衆国連邦政府                                                       | 25                  | |
| 2008年10月14日 | モルガン・スタンレー                 | アメリカ合衆国連邦政府                                                       | 10                  | |
| 2008年10月14日 | ステート・ストリート                 | アメリカ合衆国連邦政府                                                       | 2                   | |
| 2008年10月14日 | ウェルズ・ファーゴ                   | アメリカ合衆国連邦政府                                                       | 25                  | |
| 2008年10月22日 | INGグループ                          | オランダ政府                                                                 | 11.032              | |
| 2009年2月11日  | アライド・アイリッシュ銀行           | アイルランド政府                                                             | 3.861               | |
| 2009年2月11日  | アングロ・アイリッシュ・バンク       | アイルランド政府                                                             | 13.57               | |
| 2009年2月11日  | アイルランド銀行                     | アイルランド政府                                                             | 3.861               | |
| 2009年3月19日  | IndyMac                              | ワンウエスト銀行                                                             | unknown             | |
| 2012年3月13日  | Alpha Bank                           | ギリシャ政府                                                                 | 2.096               | |
| 2012年3月13日  | Eurobank                             | ギリシャ政府                                                                 | 4.633               | |
| 2012年3月13日  | National Bank of Greece              | ギリシャ政府                                                                 | 7.612               | |
| 2012年3月13日  | Piraeus Bank                         | ギリシャ政府                                                                 | 5.516               | |
| 2012年3月25日  | Laiki Bank                           | キプロス銀行                                                                 | 10.812              | |
| 2012年5月25日  | バンキア                             | スペイン政府                                                                 | 20.962              | |
| 2012年6月7日   | Caixa Geral de Depositos             | ポルトガル政府                                                               | 1.78                | |
| 2012年6月7日   | Millennium BCP                       | ポルトガル政府                                                               | 3.3                 | |

## 銀行破綻（米国）
米国では、普通預金や当座預金の預金は連邦預金保険公社（FDIC）の支援を受けている。現在、銀行が破綻した場合、各口座の所有者は最高25万ドルまで保証される。銀行が破綻した場合、FDICは預金の保証に加えて、破綻した銀行の管財人としての役割を果たし、銀行の資産を管理し、債務をどのように清算するかを決定する。FDICは1934年以来、銀行破綻件数を追跡・公表しており、2007～2008年の金融危機により2010年をピークに減少している。
2000年以降、500以上の銀行が破綻した。2010年代は最近の記憶の中で最も多くの銀行が破綻し、その10年間で367行が破綻した。しかし、2010年代に最も多くの銀行が破綻したとはいえ、破綻した銀行の価値という点では最悪の10年ではなかった。2000年代には192の銀行が潰れ、資産額は5,330億ドル（2023年ドルでは7,490億ドル）であったのに対し、2010年代には2,730億ドル（3,540億ドル）が失われた。
理想的な状況であれば、銀行が破綻しても、顧客はどの時点でも資金へのアクセスを失うことはない。例えば、2008年のワシントン・ミューチュアルの破綻では、FDICは、JPモルガン・チェースが19億ドルでワシントン・ミューチュアルの資産を買い取るという取引を仲介することができた。既存の顧客は、ATMカードの使用や支店での銀行業務に支障をきたすことなく、直ちにJPモルガン・チェースの顧客となった。このような政策は、より広範囲に経済的損害をもたらす可能性のある銀行の経営破綻を阻止するように設計されている。

## 世界への波及
銀行の破綻は、その銀行が本店を置く国だけでなく、その銀行が取引を行っている他のすべての国にも関係する。このダイナミズムは、2007年から2008年にかけての金融危機の際に浮き彫りになった。大手バルジ・ブラケット投資銀行の破綻が世界的に地域経済に影響を及ぼした時期である。このような相互関連性は、世界のさまざまな地域の大手企業間で交渉された取引という高いレベルではなく、どの企業の事業内容もグローバルな性質を持つという点においても顕在化した。リーマン・ブラザーズやベアー・スターンズのような大手銀行が破綻し、米国以外の国の従業員も被害を受けた。イングランド銀行による2015年の分析によると、銀行間の相互接続性が高まったことで、不況時にストレスがより大きく伝播するようになった。

## 関連文献
- Calomiris, Charles W., and Joseph R. Mason. "Fundamentals, panics, and bank distress during the depression." American Economic Review (2003): 1615–1647. online
- Carlson, Mark. "Causes of bank suspensions in the panic of 1893." Explorations in Economic History 42.1 (2005): 56–80. online
- Wicker, Elmus. The banking panics of the Great Depression (2000).
- Wicker, Elmus. Banking panics of the gilded age (2006).
- Wicker, Elmus. "A Reconsideration of the Causes of the Banking Panic of 1930." Journal of Economic History 40.03 (1980): 571–583.